# Đói

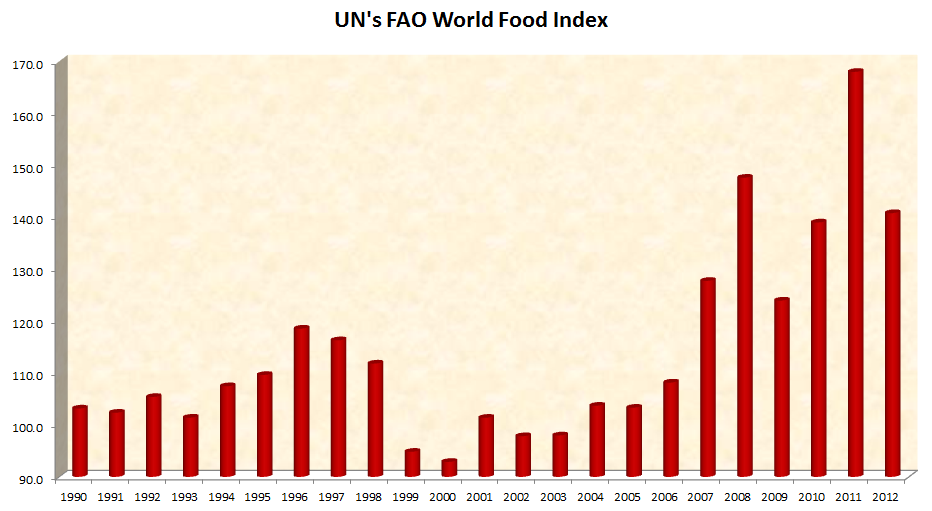
Chỉ số giá lương thực của FAO phản ánh sự thay đổi trong giá lương thực quốc tế trung bình. Sự gia tăng mạnh mẽ trong năm 2007/08 đã gây ra một cuộc khủng hoảng lương thực toàn cầu, với những cuộc bạo động thực phẩm ở hàng chục quốc gia và đẩy mạnh hơn một trăm triệu người vào tình trạng đói gay gắt. Sự gia tăng mạnh mẽ trong những năm 2010/11 góp phần gây ra mùa xuân Ả Rập.

Sản lượng ngũ cốc thế giới bình quân đầu người cho thấy sự gia tăng đều đặn. Với một kilogram mỗi người mỗi ngày, sẽ có đủ cho tất cả mọi người, nếu nó không phải là vì giá quá cao hoặc thu nhập quá thấp đối với một số người.

Trong chính trị, viện trợ nhân đạo, và khoa học xã hội, đói là một điều kiện mà trong một khoảng thời gian nhất định một người không thể ăn đủ thức ăn để đáp ứng các nhu cầu cơ bản về dinh dưỡng.
Trong suốt lịch sử, một phần của dân số thế giới thường trải qua những thời kỳ đói kéo dài. Trong nhiều trường hợp, điều này là do sự gián đoạn cung cấp lương thực do chiến tranh, dịch bệnh hoặc thời tiết bất lợi. Trong vài thập kỷ đầu sau chiến tranh thế giới thứ II, tiến bộ kỹ thuật và hợp tác chính trị tăng lên có thể làm giảm đáng kể số người bị đói. Mặc dù sự tiến triển không đồng đều, vào năm 2000 mối đe dọa nạn đói gay gắt đã giảm xuống cho nhiều người trên thế giới. Theo một số số liệu thống kê của WFP, "Khoảng 795 triệu người trên thế giới không có đủ lương thực để sống một cuộc sống lành mạnh, khoảng một phần chín người trên Trái Đất. Đa số những người đói khát trên thế giới sống ở các nước đang phát triển, Nơi mà 12,9% dân số bị thiếu ăn".
Cho đến năm 2006, giá lương thực quốc tế bình quân hầu như ổn định trong vài thập kỷ. Tuy nhiên, trong những tháng cuối năm 2006, giá bắt đầu tăng nhanh. Đến năm 2008, gạo đã tăng gấp ba lần ở một số vùng, và các nước đang phát triển bị ảnh hưởng nặng nề này. Giá lương thực giảm vào đầu năm 2009, nhưng đã tăng lên mức cao kỷ lục trong năm 2011, và kể từ đó đã giảm nhẹ. Cuộc khủng hoảng tài chính toàn cầu năm 2008 đã làm tăng thêm số người bị đói, bao gồm cả sự gia tăng mạnh mẽ ngay cả ở các nền kinh tế tiên tiến như Anh, Eurozone và Hoa Kỳ.
Các Mục tiêu Phát triển Thiên niên kỷ bao gồm cam kết giảm thêm 50% tỷ lệ dân số thế giới bị đói vào năm 2015. Đến năm 2012, mục tiêu này dường như khó đạt được, một phần là do lạm phát giá lương thực liên tục. Tuy nhiên, vào cuối năm 2012, Tổ chức Nông Lương LHQ (FAO) cho biết vẫn có thể đạt được mục tiêu với đầy đủ nỗ lực. Năm 2013, FAO ước tính có 842 triệu người bị suy dinh dưỡng (12% dân số thế giới). Suy dinh dưỡng là nguyên nhân gây tử vong cho hơn 3,1 triệu trẻ em dưới 5 tuổi mỗi năm. UNICEF ước tính 300 triệu trẻ em đi ngủ mỗi đêm đói; và 8000 trẻ em dưới 5 tuổi được ước tính tử vong do suy dinh dưỡng mỗi ngày.